# Stevan Bodnarov
Stevan Bodnarov (en serbe cyrillique : Стеван Боднаров ;  né le 12 août 1905 à Gospođinci - mort le 20 mai 1993 à Belgrade) était un sculpteur et un peintre serbe.

## Biographie

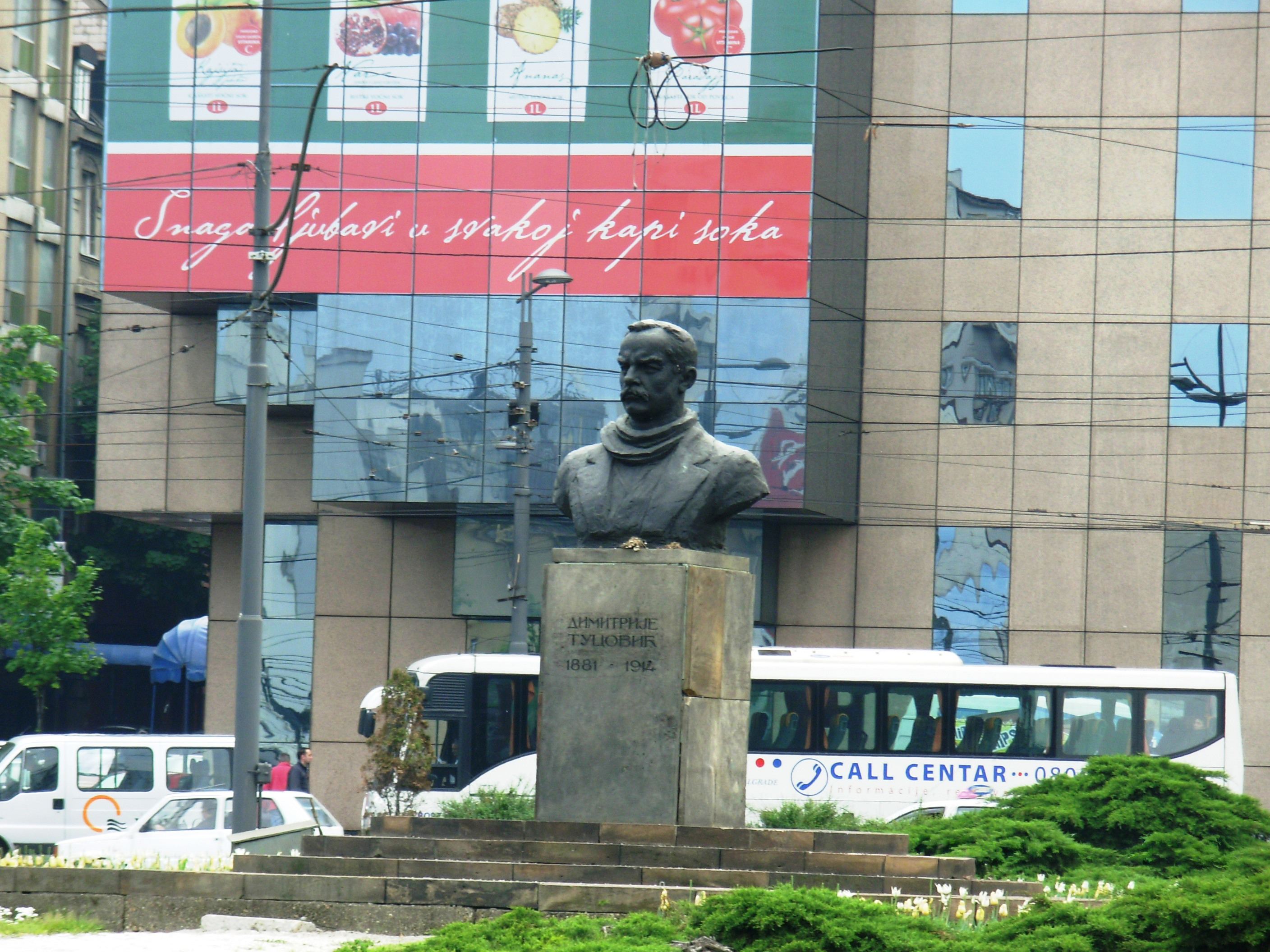
Buste de Dimitrije Tucović, place de Slavija à Belgrade

Stevan Bodnarov est né le 12 août 1905 à Gospođinci, une localité qui, à l'époque, faisait partie de l'empire d'Autriche-Hongrie et qui, aujourd'hui, se trouve en Serbie, dans la province de Voïvodine. À partir de 1925, il fréquente l'École des Beaux-arts de Belgrade, où il étudie d'abord la sculpture auprès de P. Palačinij puis la peinture sous la direction de Mihailo Milovanović. À partir de 1930, il participe aux expositions de printemps et d'automne à Belgrade ; il expose individuellement à Belgrade en 1933 et à Novi Sad en 1938. 
En 1934 et 1935, Stevan Bodnarov vit à Paris et, en 1938 et 1939, il participe aux expositions qui ont lieu dans la capitale française. À cause de sa participation au Mouvement de libération nationale (NOP), il est interné au camp de concentration de Banjica de 1942 à 1944 puis, au printemps 1944, il rejoint l'Armée populaire de libération et détachements de Partisans de Yougoslavie (NOVJ). 
Stevan Bodnarov est mort à Belgrade le 20 mai 1993 et il est enterré dans l'Allée des citoyens méritants du Nouveau cimetière de Belgrade.

## Œuvres

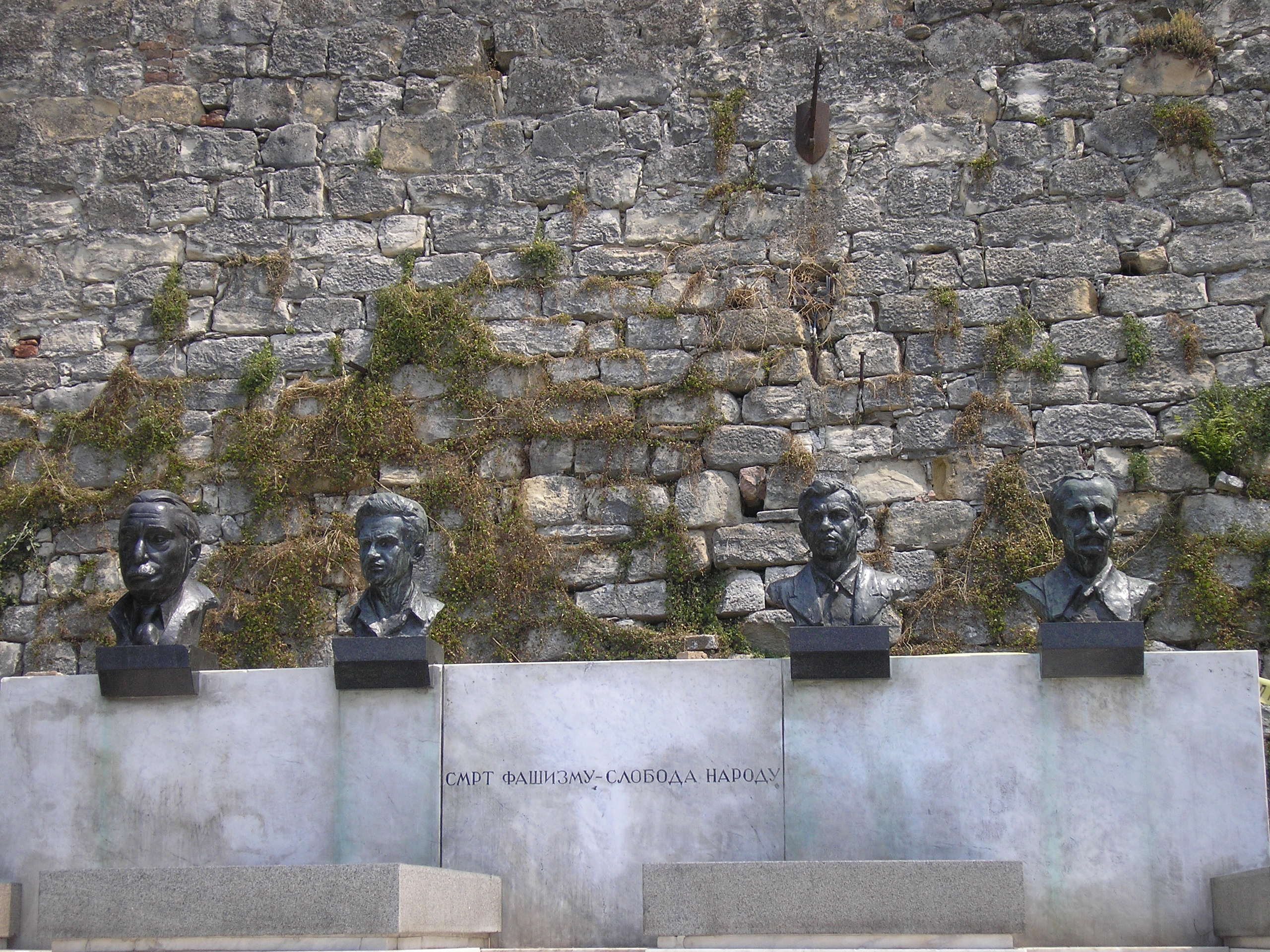
Tombeau des Héros nationaux dans la forteresse de Belgrade, avec les bustes d'Ivo Lola Ribar, Ivan Milutinović, Đuro Đaković et Moše Pijade.

Parmi les œuvres picturales de Stevan Bodnarov, on peut citer un Autoportrait peint en 1932 et conservé dans le musée de la Matica srpska, un portrait de Femme tzigane ou un Paysage près de Pudarci, deux tableaux datés de 1936.
En tant que sculpteur, Stevan Bodnarov a réalisé de nombreux bustes, comme ceux de Pjer Križanić (sh), Ljubica Sokić (Musée de Skopje), Ismet Mujezinović (Musée national de Belgrade), Dimitrije Tucović (Place de Slavija à Belgrade), ainsi que des monuments comme celui de Janko Čmelik à Stara Pazova (1948), celui des victimes du camp de Banjica à Jajinci (1951), celui des soldats morts au combat à Kula (1951) ou encore celui de Bijelo Polje (1952). Il est également l'auteur des bustes d'Ivo Lola Ribar, Ivan Milutinović et Đuro Đaković qui ornent le Tombeau des Héros nationaux de Kalemegdan.

## Galerie

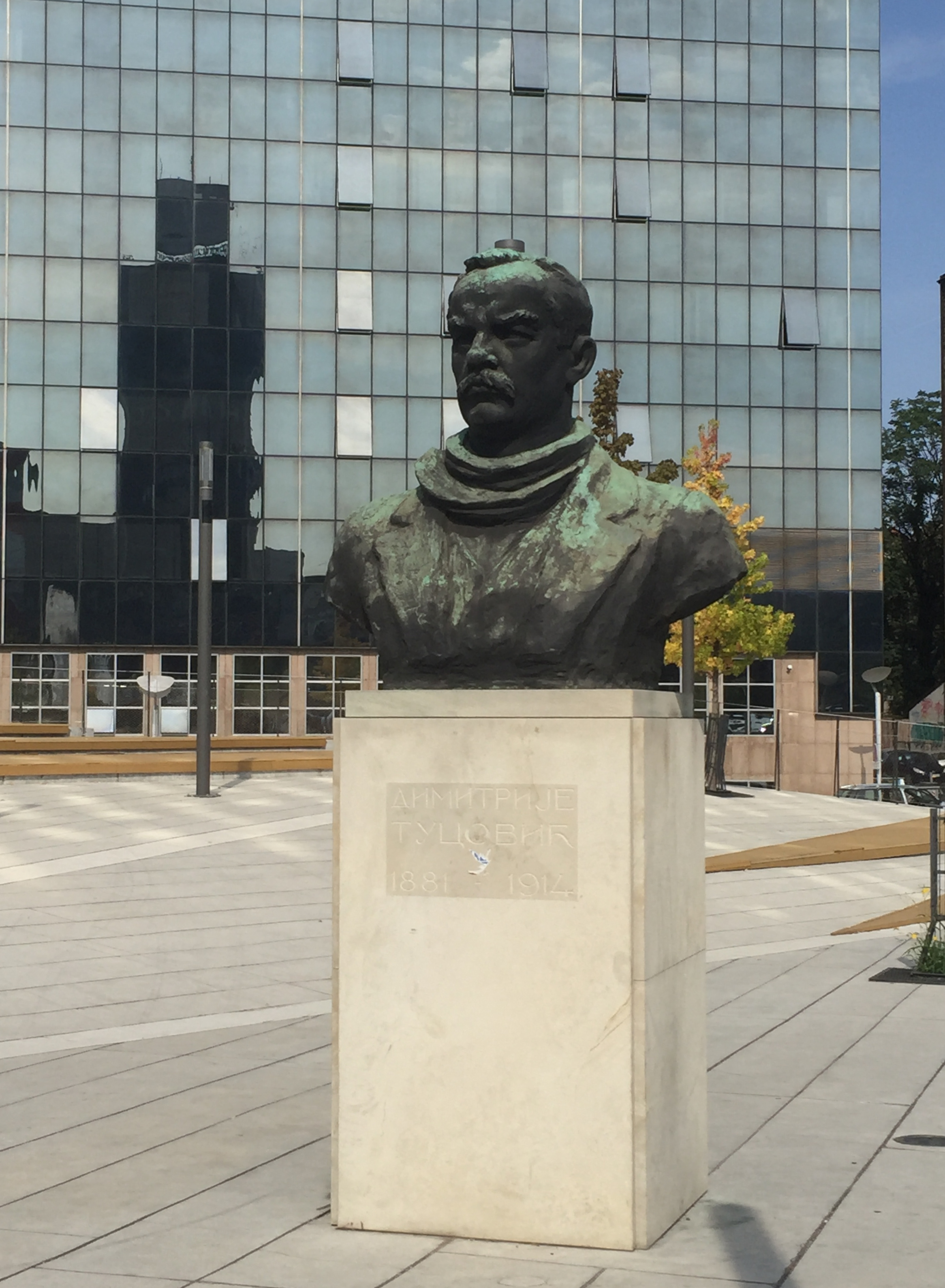
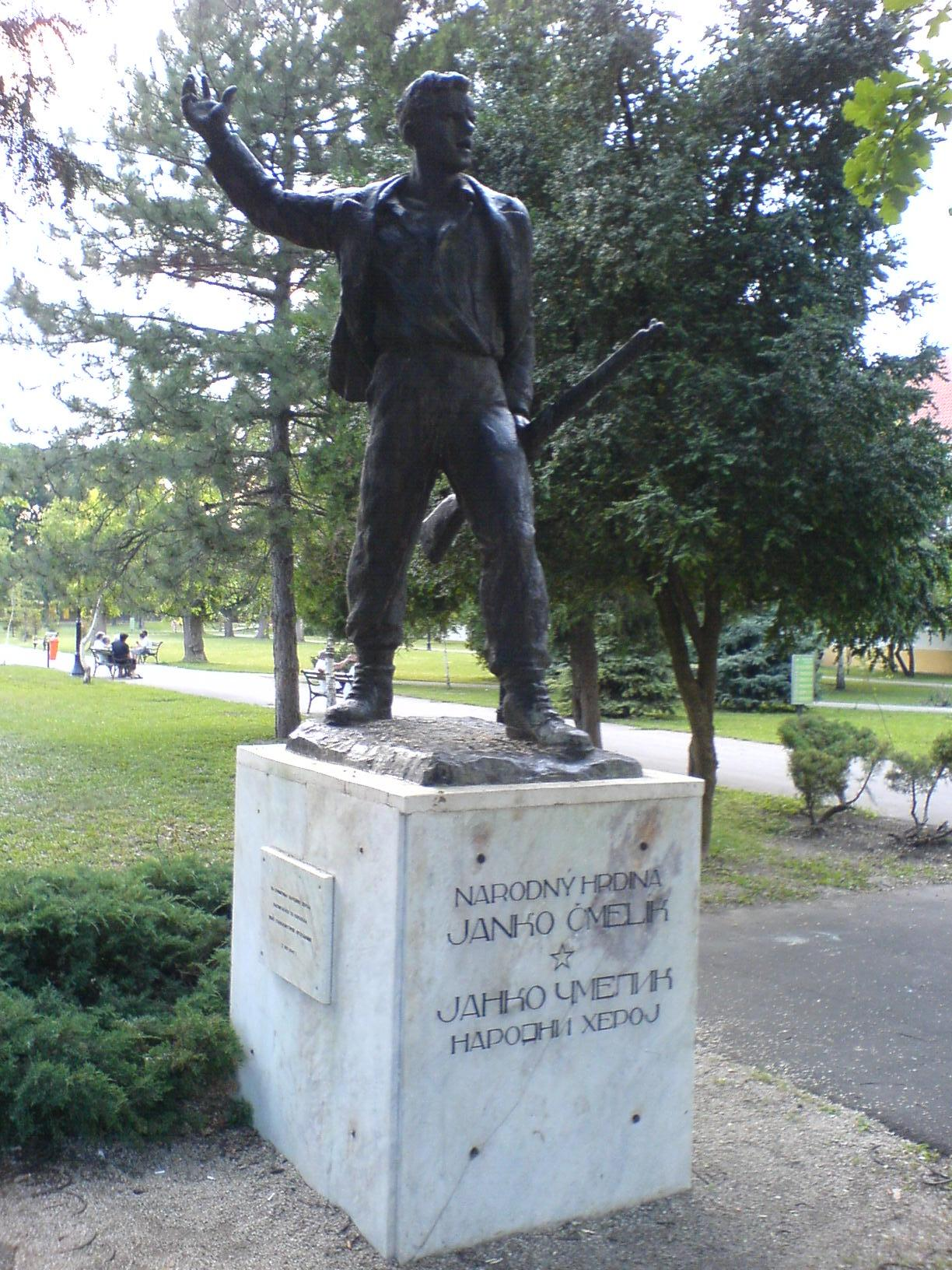
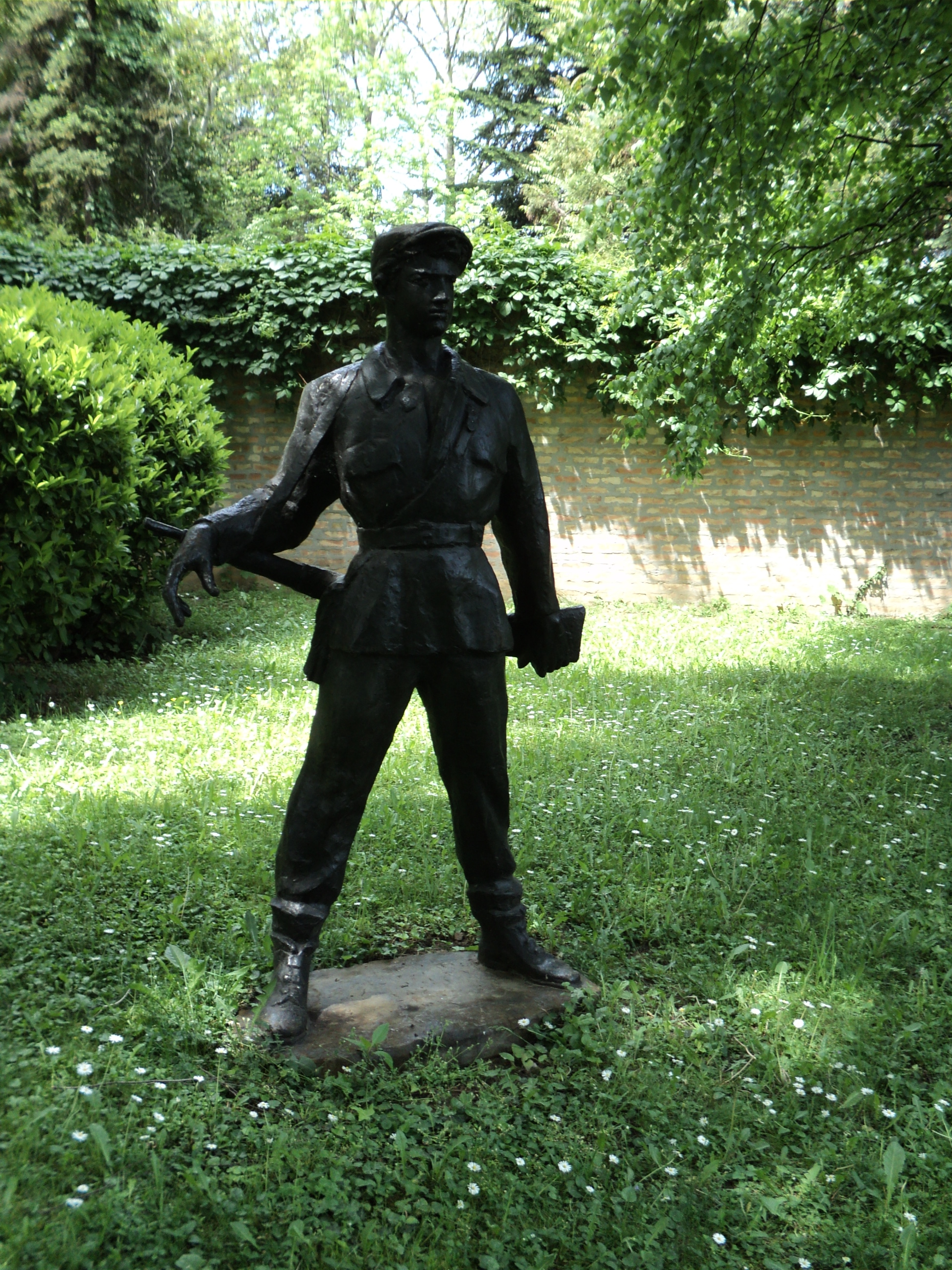
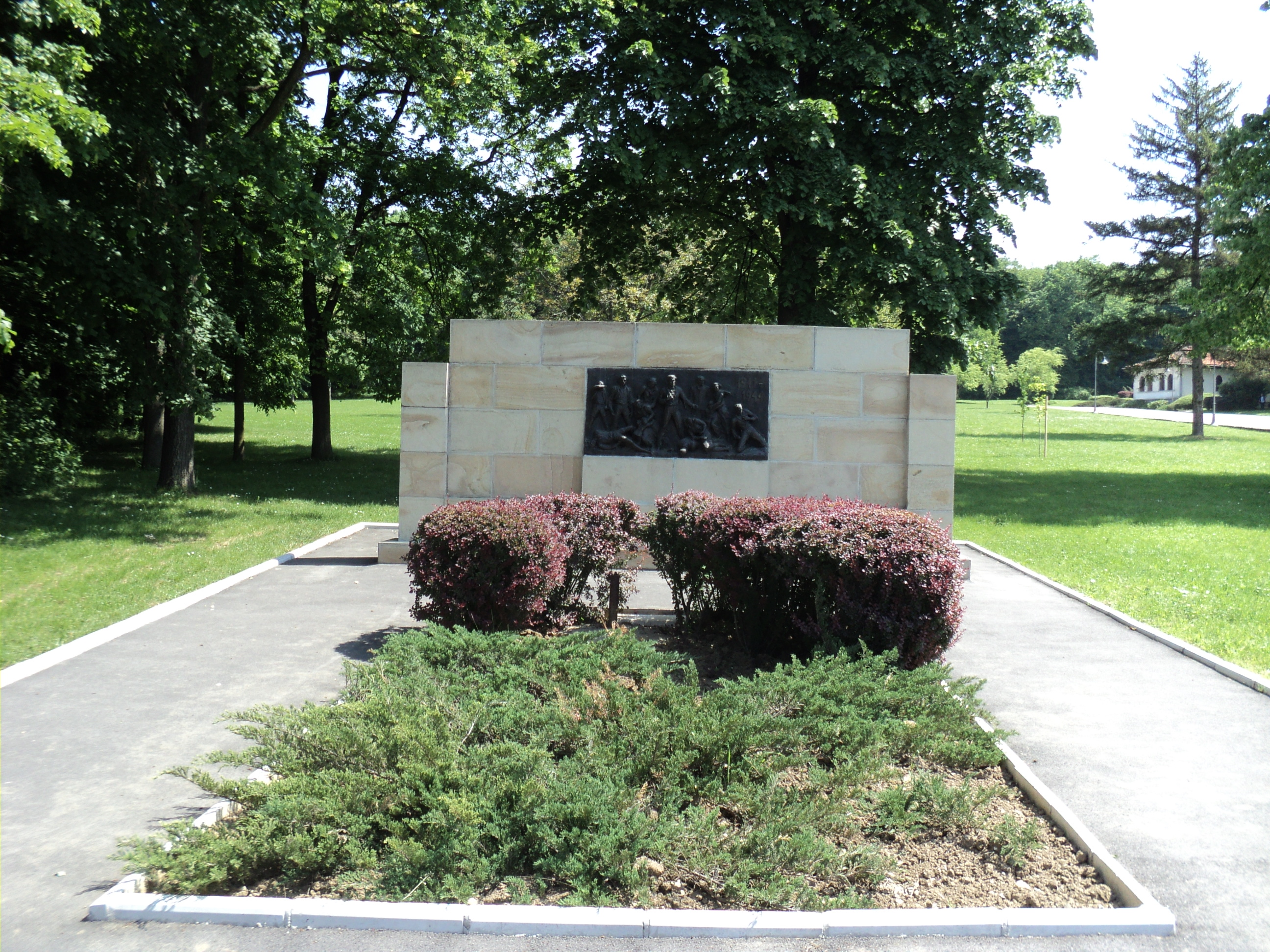
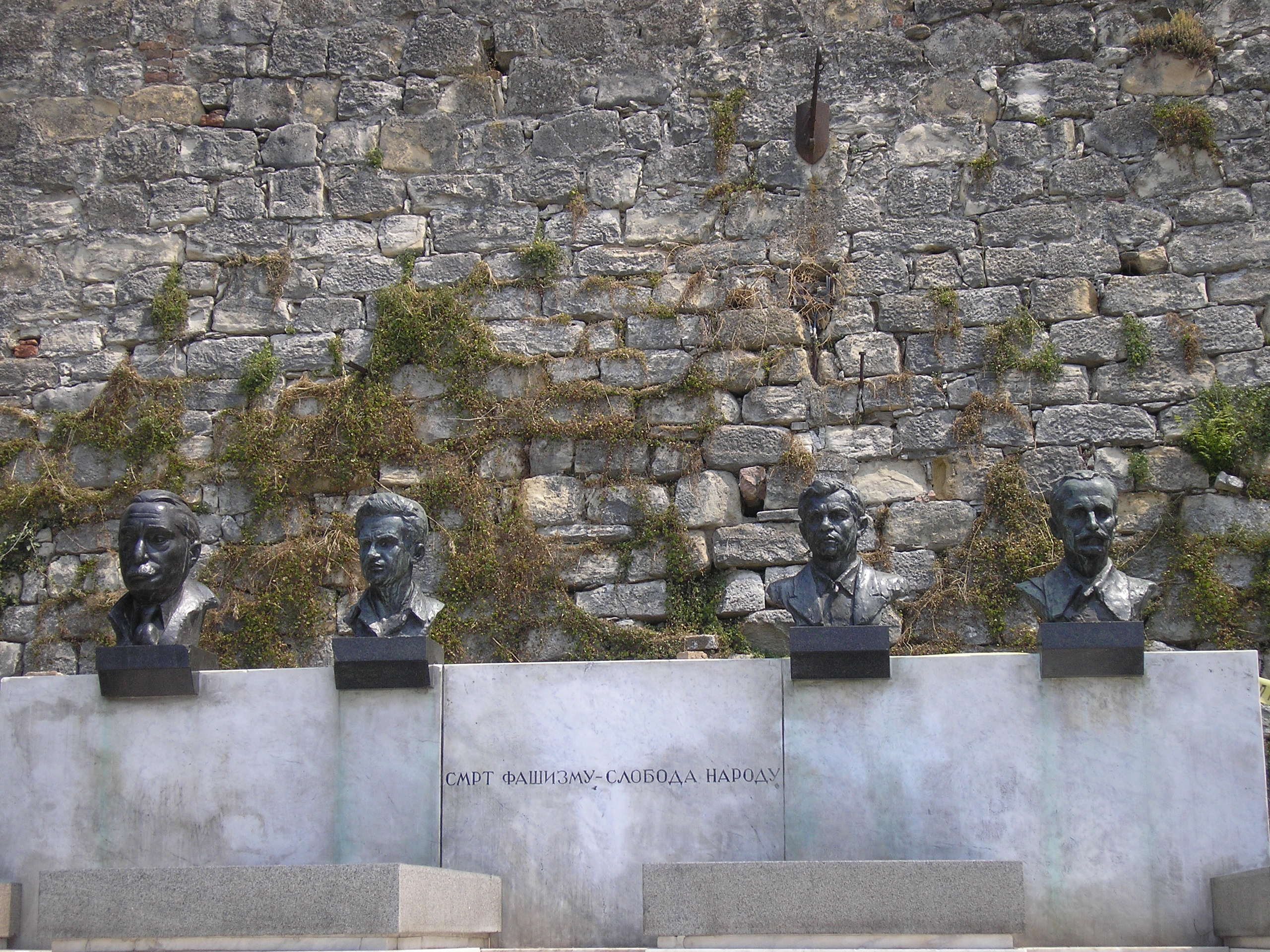
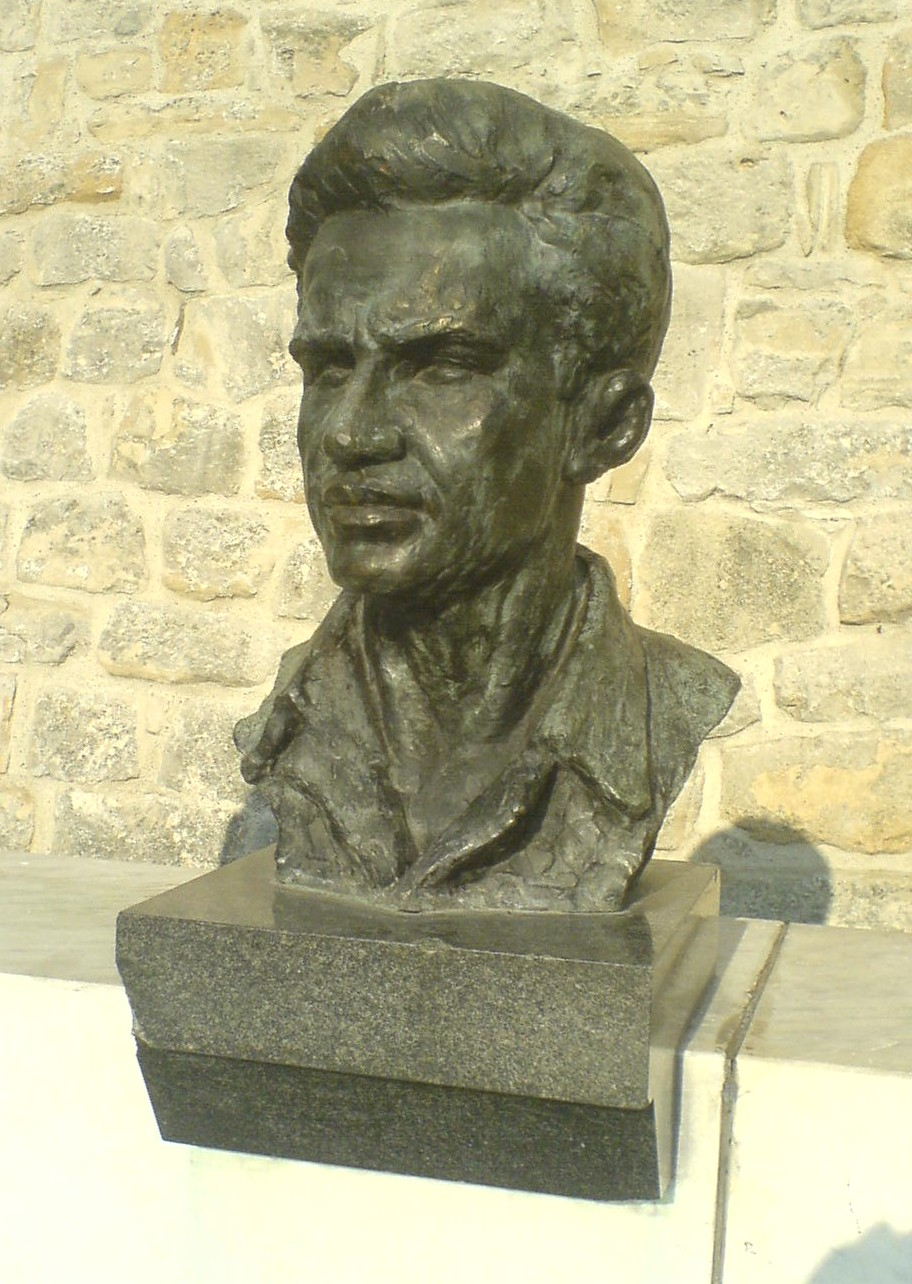
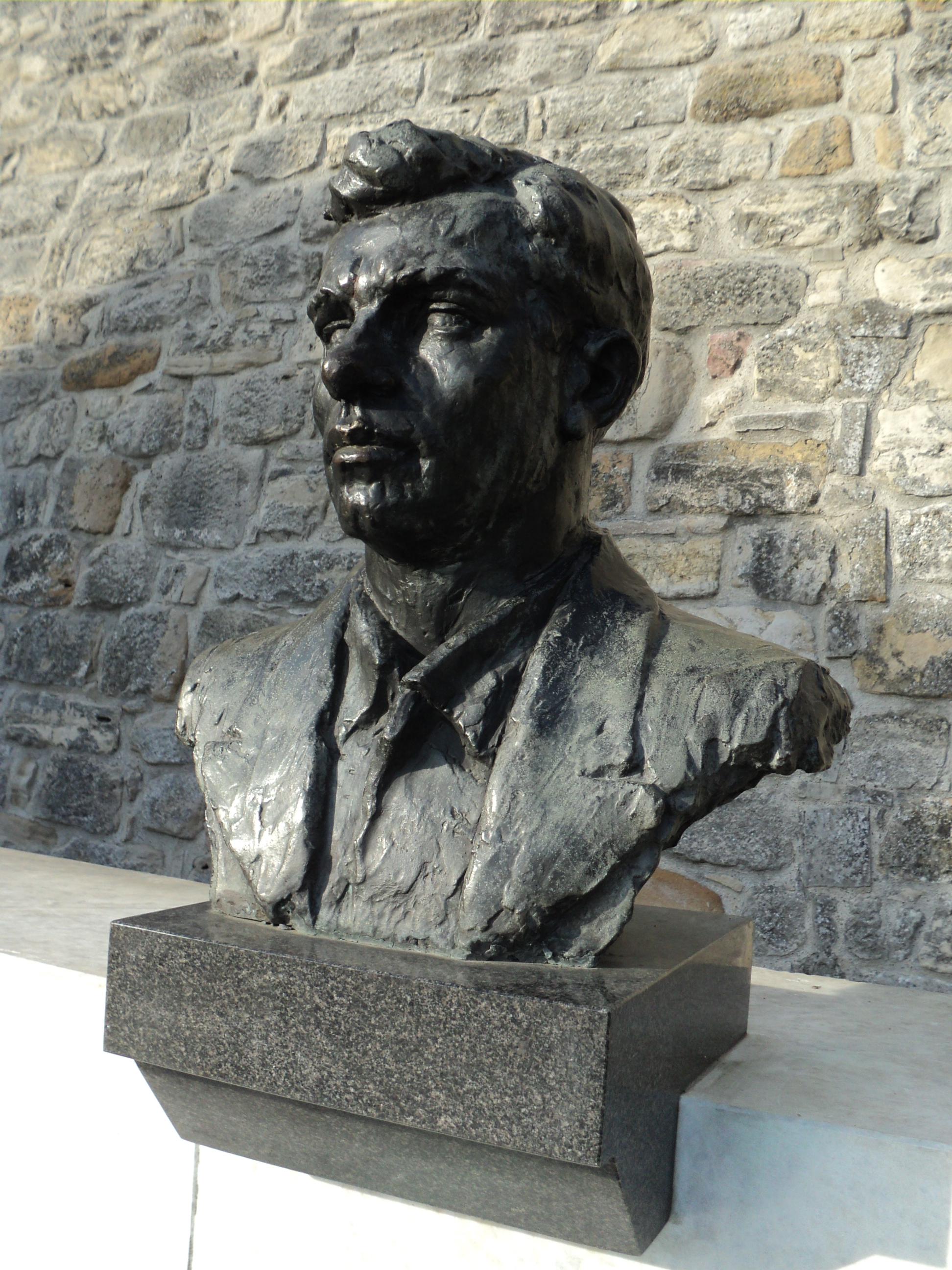
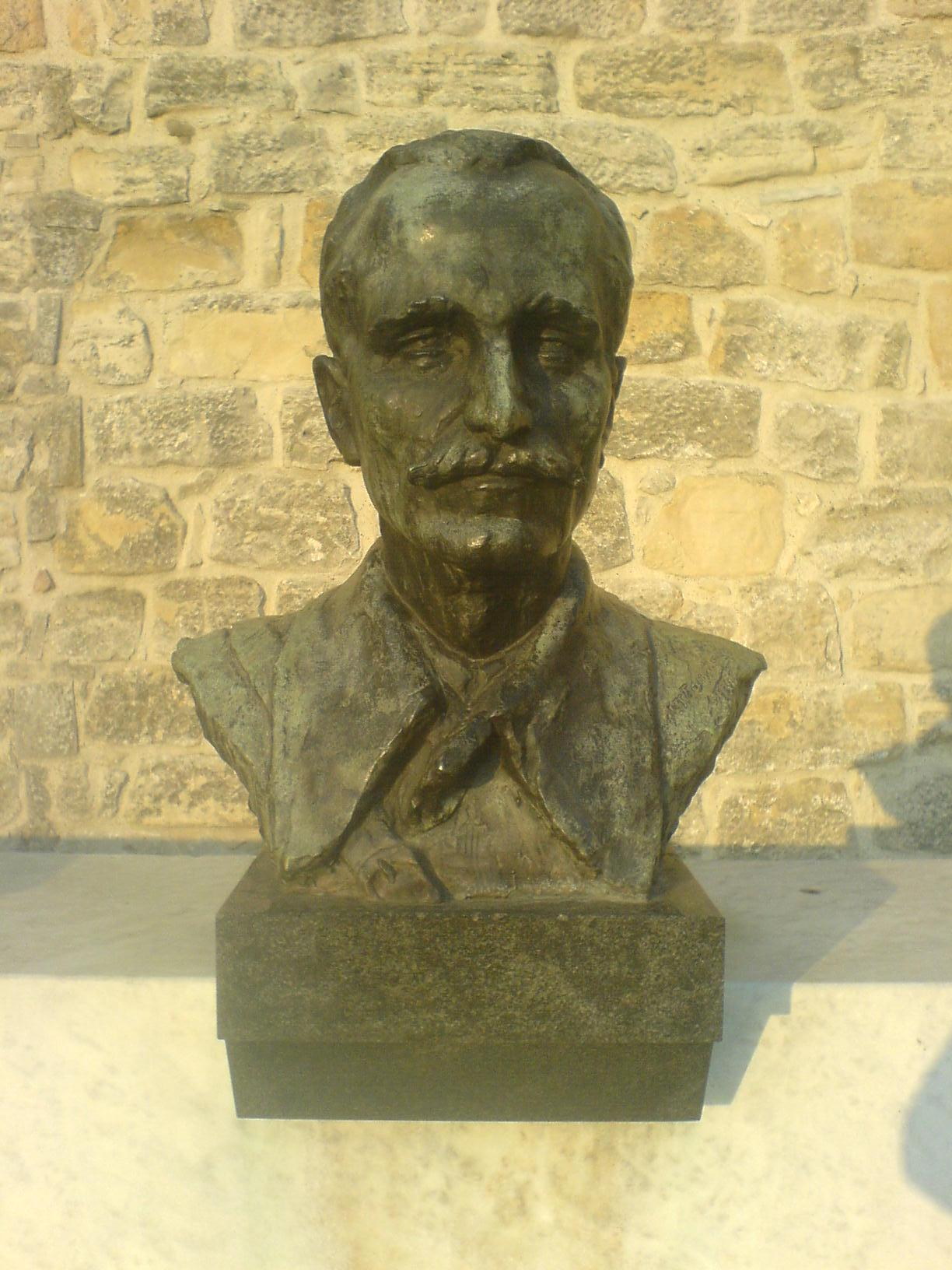
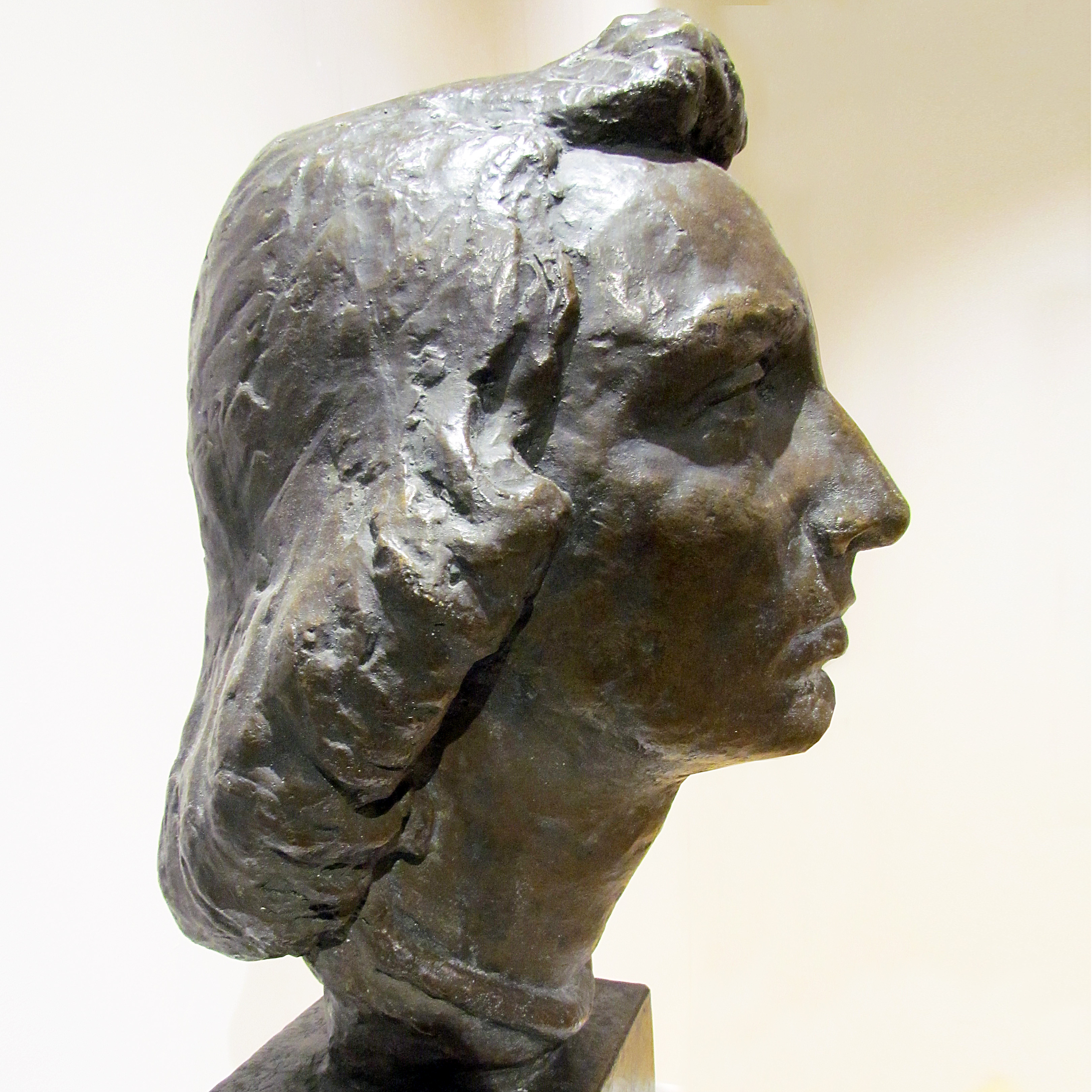